# Општина Света Тројица в Словенских Горицах
Општина Света Тројица в Словенских Горицах је неградска општина Подравске регије у северо-источној Словенији. Седиште општине је истоимена варошица. 

## Насеља општине
- Гочова
- Згорња Сенарска
- Згорње Верјане
- Згорњи Порчич
- Осек
- Света Тројица в Словенских Горицах
- Сподња Сенарска